# Жаботинський Володимир Петрович
Володи́мир Петро́вич Жаботи́нський (*5 червня 1948) — директор готельного комплексу «Дніпро» в місті Черкаси, академік Академії будівництва України, дійсний член Академії туризму України, заслужений працівник сфери послуг України.

## Життєпис
У 1973 р. закінчив Черкаський державний педагогічний інститут за спеціальністю «Фізичне виховання». Під час навчання в інституті, з 1969 по 1973 р. брав активну участь в організації студентських будівельних загонів, з якими в якості командира працював на спорудженні господарських об’єктів у Черкаській обл. та на Камчатці. Після закінчення інституту служив у лавах Радянської армії. З 1975 по 1979 р. працював у Черкаській філії компанії  «Союзінтергазбуд» у відділі по роботі з іноземними спеціалістами, задіяними в будівництві газопроводу «Уренгой – Західний кордон». У 1979 – 1987 рр. входив до складу керівних органів організацій, які очолювали спортивний рух на Черкащині. У тому числі був замісником голови обласного комітету з фізичної культурі і спорту. Ініціював створення волейбольної команди «Азот»,Черкаси (неодноразового чемпіона України), сприяв розбудові професійної футбольної команди «Дніпро», Черкаси.

           У 1987 р. був призначений на посаду директора готельного комплексу «Дніпро» Черкаської обласної ради, який у той час будувався як готель-гуртожиток для держслужбовців. Закінчував будівництво й оздоблення готелю, уводив його в експлуатацію, здійснював його подальшу кардинальну реконструкцію. На посаді директора ГК «Дніпро» працював до 2018 року.

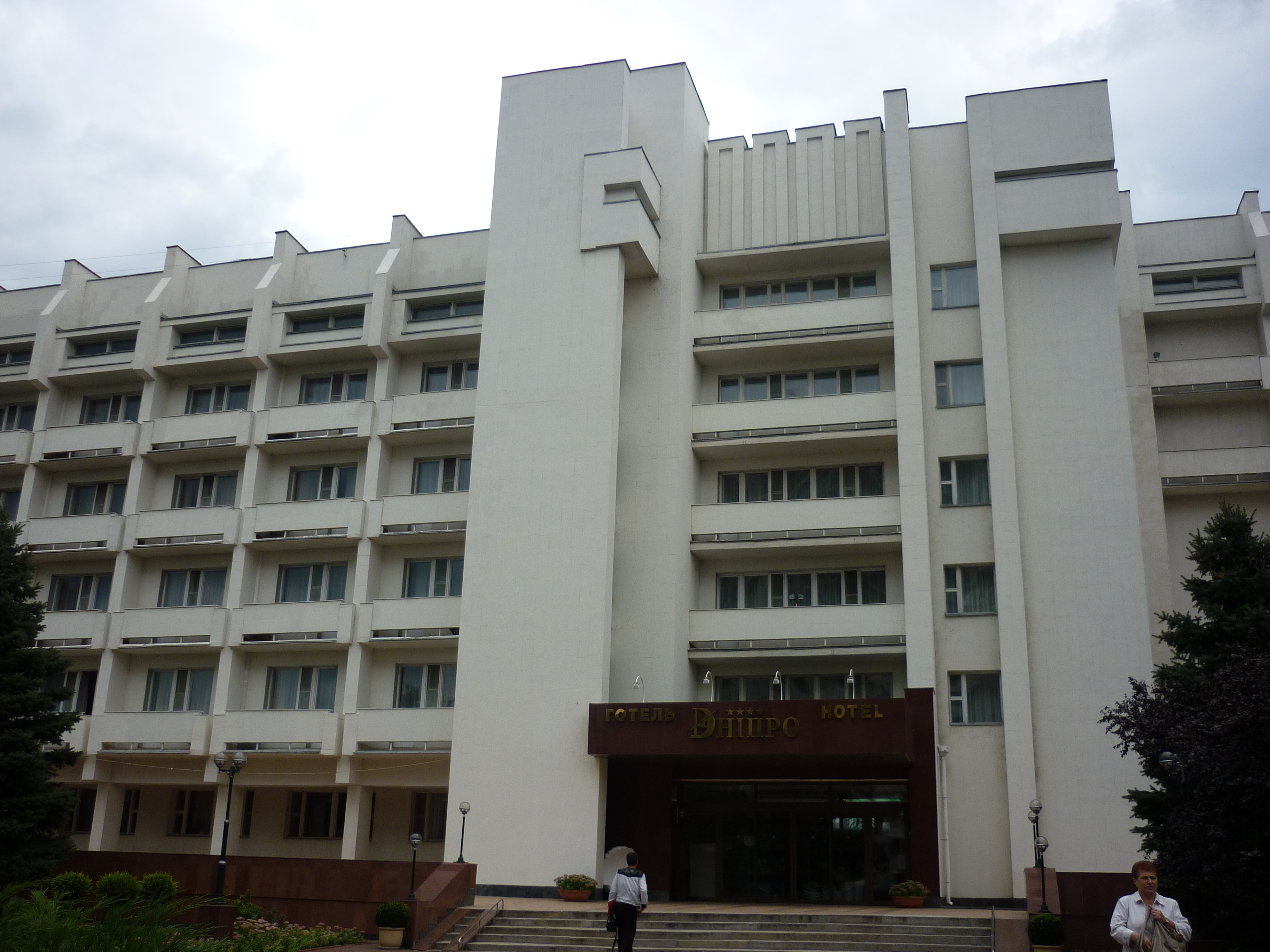
Готель «Дніпро»

За час свого існування ГК «Дніпро» зі звичайного готелю обласного центру перетворився на сучасне чотиризіркове господарство, відоме не лише в Україні, а й за її межами. За результатами щорічних конкурсів, які проводилися Міністерством культури і туризму України, ЦК профспілки працівників житлово-комунального господарства України та Асоціацією готельних об’єднань та готелів міст України, «Дніпро» протягом 10 років був переможцем серед тризіркових готелів України, а в 2008 та 2010 рр. посідав третє місце серед чотиризіркових готелів. У 2003 р. готель був переможцем Всеукраїнського конкурсу якості продукції (товарів, робіт, послуг) «100 кращих товарів України»; за підсумками Всеукраїнського державно-статистичного рейтингу 2009 та 2010 рр. в номінації «Надійний та стабільний партнер» готелю було присвоєно почесне звання «Лідер економіки України»; у 2012 р. готель відзначено «Зіркою якості» в Національному рейтингу якості товарів та послуг. У 2008 році «Дніпро» отримав, а в 2016 році (єдиний у місті) підтвердив статус чотирьохзіркового готелю, про що видано свідоцтво Міністерства економіки України.

## Громадська діяльність
У 2002 – 2012 рр. – член правління Асоціації готельних об’єднань та готелів міст України. У 2012 р. обраний першим заступником голови Асоціації.Член правління Черкаської обласної організації роботодавців.Член Черкаської торгово-промислової палати.

## Нагороди та відзнаки
Почесне звання «Заслужений працівник сфери послуг України» (1998). Орден «За заслуги» ІІІ ступеня (2008). Орден Святого Рівноапостольного князя Володимира 1-го (2009), 2-го (2008) та 3-го (2007) ступенів. Грамота Верховної Ради України «За заслуги перед українським народом» (2016). Подяки від Кабінету Міністрів України (2003, 2005). Золотий знак Українського союзу промисловців і підприємців (2004). Національний сертифікат «Державний керівник року» (2009). Почесна відзнака Торгово-промислової палати України «Золотий знак Меркурій» (2010). Почесний знак «За заслуги» Федерації роботодавців України (2018). Почесний знак «За заслуги в професійній діяльності» Асоціації готельних об’єднань та готелів міст України(2018). Почесна грамота Академії будівництва України (2010). Нагрудний знак «Почесний працівник туризму України» (2003). Нагрудний знак «Почесний працівник житлово-комунального господарства України» ІІ ступеня (2004). Почесна грамота Черкаської обласної державної адміністрації «За заслуги перед Черкащиною» (2008). Почесний знак Черкаської обласної ради та Черкаської обладміністрації «За особливі заслуги перед Черкащиною» (2018). Почесний громадянин м. Черкаси (рішення Черкаської міської ради № 4-489 від 10.07.2008). Медаль «За сумлінну працю» Виконкому Черкаської міської ради (2018). Почесні грамоти Черкаської обласної ради (2003, 2013). Дійсний член Академії будівництва України (з 2005). Дійсний член Академії туризму України (з 2013).Персональні дані включені до української енциклопедії «Хто є хто в будівництві та архітектурі». Київ, 2008. С. 106.